# Челидзе, Муртаз Хасанович
Муртаз Челидзе (груз. მურთაზ ჭელიძე; 19 марта 1914, село Мирвети, ныне Хелвачаурский муниципалитет — 17 февраля 1953) — грузинский советский деятель сельского хозяйства, Герой Социалистического Труда (1949).

## Биография
Окончил среднюю школу в Марадиди, затем Батумскую партийную школу и Бакинскую высшую партийную школу. Активно участвовал в создании колхоза в селе после того, как этот небольшой колхоз присоединился к колхозу в Аджарисцкали.

### В годы войны
Участник Великой Отечественной войны с 22 июня 1941. поступил на военную службу, руководил госпиталем. Указом Президиума Верховного Совета СССР от 24 марта 1947 года награждён Медаль За доблестный труд в Великой Отечественной войне 1941—1945 гг.

### После войны
После окончания войны был избран председателем правления Аджарисцкалийского кооператива. Работал звеньевым колхоза «Парижская Коммуна» Батумского района Аджарской АССР. Указом Президиума Верховного Совета СССР от 5 августа 1949 года за достижение высоких показателей при уборке урожая, получение высоких урожаев кукурузы и табака Муртазу Челидзе присвоено звание Героя Социалистического Труда с вручением ордена Ленина и золотой медали «Серп и Молот». Кроме того, Челидзе получил Орден Трудового Красного Знамени и Знак Отличник социалистического сельского хозяйства. В 1950 году он был избран председателем Аджарисцкалинского сельского совета. В 1952 году стал депутатом Верховного Совета Аджарии.
Умер в возрасте 39 лет. 21 июня 1953.

## Награды
- Герой Социалистического Труда — указом Президиума Верховного Совета СССР от 5 августа 1949 года
- Орден Ленина
- Орден Трудового Красного Знамени
- Серп и Молот
- Медаль «За доблестный труд в Великой Отечественной войне 1941—1945 гг.»